# Julio Campuzano Cantero
Julio Campuzano Cantero (Jerez de la Frontera, 1928-Bilbao 1 de noviembre de 2015) fue un periodista español.

## Biografía
Nacido en Jerez de la Frontera, siendo sus padres Francisco Campuzano Gayol y Dolores Cantero Gómez. Se licenció en la Escuela Oficial de Periodismo en 1965. A lo largo de su carrera trabajó en varios medios pertenecientes a la Cadena de Prensa del Movimiento. En 1962 entró a colaborar como redactor en La Voz del Sur de Jerez de la Frontera, trabajando después en el diario madrileño Arriba, en la agencia Pyresa y en el diario bilbaíno Hierro. En 1974 fue nombrado director de La Voz de Castilla de Burgos, y al año siguiente es nombrado director del bilbaíno Hierro. Posteriormente llegaría a dirigir durante algún tiempo el Diario Jaén. Falleció en Bilbao el 1 de noviembre de 2015, a los 87 años de edad.